# Campionats del món de ciclocròs de 2010
Els Campionats del món de ciclocròs de 2010 foren la 61a edició dels mundials de la modalitat de ciclocròs i es disputaren el 30 i 31 de gener de 2010 a Tábor, Bohèmia Meridional, República Txeca. Foren quatre les proves disputades.

## Resultats

### Homes
| Proves  | Or              | Plata              | Bronze        |
| Elit    | Zdeněk Štybar   | Klaas Vantornout   | Sven Nys      |
| Sub-23  | Arnaud Jouffroy | Tom Meeusen        | Marek Konwa   |
| Júniors | Tomáš Paprstka  | Julian Alaphilippe | Emiel Dolfsma |

### Dones
| Prova | Or           | Plata             | Bronze               |
| Elit  | Marianne Vos | Hanka Kupfernagel | Daphny van den Brand |

## Classificacions

### Cursa masculina
| Pos. | Ciclista            | País          | Temps     |
| ---- | ------------------- | ------------- | --------- |
|      | Zdeněk Štybar       | Txèquia       | 1h 08'58" |
|      | Klaas Vantornout    | Bèlgica       | + 21"     |
|      | Sven Nys            | Bèlgica       | + 38"     |
| 4.   | Martin Bína         | Txèquia       | + 40"     |
| 5.   | Francis Mourey      | França        | + 56"     |
| 6.   | Martin Zlámalík     | Txèquia       | + 1'02"   |
| 7.   | Christian Heule     | Suïssa        | + 1'07"   |
| 8.   | Radomír Šimůnek jr. | Txèquia       | + 1'18"   |
| 9.   | Gerben de Knegt     | Països Baixos | + 1'49"   |
| 10.  | Bart Wellens        | Bèlgica       | + 2'13"   |

### Cursa femenina
| Pos. | Ciclista                 | País          | Temps   |
| ---- | ------------------------ | ------------- | ------- |
|      | Marianne Vos             | Països Baixos | 42'59"  |
|      | Hanka Kupfernagel        | Alemanya      | + 45"   |
|      | Daphny van den Brand     | Països Baixos | + 1'02" |
| 4.   | Kateřina Nash            | Txèquia       | + 1'20" |
| 5.   | Eva Lechner              | Itàlia        | + 1'41" |
| 6.   | Christel Ferrier-Bruneau | França        | + 1'47" |
| 7.   | Caroline Mani            | França        | + 1'53" |
| 8.   | Pauline Ferrand-Prévot   | França        | + 2'11" |
| 9.   | Sanne van Paassen        | Països Baixos | + 2'28" |
| 10.  | Lucie Chainel-Lefèvre    | França        | + 2'31" |

### Cursa masculina sub-23
| Pos. | Ciclista           | País          | Temps        |
| ---- | ------------------ | ------------- | ------------ |
| -    | Paweł Szczepaniak  | Polònia       | 55 min 37 s  |
| -    | Kacper Szczepaniak | Polònia       | + 20 s       |
|      | Arnaud Jouffroy    | França        | + 21 s       |
|      | Tom Meeusen        | Bèlgica       | + 46 s       |
|      | Marek Konwa        | Polònia       | + 56 s       |
| 4.   | Arnaud Grand       | Suïssa        | + 58 s       |
| 5.   | Róbert Gavenda     | Eslovàquia    | + 1 min 00 s |
| 6.   | Sascha Weber       | Alemanya      | + 1 min 09 s |
| 7.   | Tijmen Eising      | Països Baixos | + 1 min 20 s |
| 8.   | Elia Silvestri     | Itàlia        | + 1 min 27 s |
| 9.   | Matteo Trentin     | Itàlia        | + 1 min 33 s |
| 10.  | Lars van der Haar  | Països Baixos | + 1 min 33 s |

### Cursa masculina júnior
| Pos. | Ciclista                | País          | Temps       |
| ---- | ----------------------- | ------------- | ----------- |
|      | Tomáš Paprstka          | Txèquia       | 40 min 30 s |
|      | Julian Alaphilippe      | França        | m.t.        |
|      | Emiel Dolfsma           | Països Baixos | + 9 s       |
| 4.   | Matěj Lasák             | Txèquia       | + 19 s      |
| 5.   | Gianni Vermeersch       | Bèlgica       | + 20 s      |
| 6.   | Gert-Jan Bosman         | Països Baixos | + 39 s      |
| 7.   | David Menut             | França        | + 48 s      |
| 8.   | David van der Poel      | Països Baixos | m.t.        |
| 9.   | Laurens Sweeck          | Bèlgica       | + 56 s      |
| 10.  | Michiel van der Heijden | Països Baixos | + 1 min     |

## Medaller
| Pos. | País          | Or | Plata | Bronze | Total |
| 1    | Txèquia       | 2  | 0     | 0      | 2     |
| 2    | França        | 1  | 1     | 0      | 2     |
| 3    | Països Baixos | 1  | 0     | 2      | 3     |
| 4    | Bèlgica       | 0  | 2     | 1      | 3     |
| 5    | Alemanya      | 0  | 1     | 0      | 1     |
| 6    | Polònia       | 0  | 0     | 1      | 1     |